# Control Room – Live EP
Control Room – Live EP este cel de-al treilea disc EP al cântăreței de origine canadiană Avril Lavigne. Fiind lansat în America de Nord la 15 aprilie 2008, discul conține câteva dintre piesele incluse pe două dintre albumele interpretei: Let Go și The Best Damn Thing, dar și o preluare a șlagărului „Adia”.

## Ordinea pieselor pe disc
Versiunea standard
1. „Sk8er Boi” — 3:46
2. „Girlfriend” — 4:13
3. „Innocence” — 3:59
4. „Hot” — 3:35
5. „Losing Grip” — 3:49
6. „Adia” — 4:10